# Martin Ondráček (novinář)
Martin Ondráček (* 1970) je český novinář a mediální manažer. Byl šéfredaktorem zpravodajství a publicistiky TV Nova a Českého rozhlasu.
Podílí se na organizaci projektu Dárek pro Putina, v jehož rámci lidé posílají peníze na nákup zbraní pro Ukrajinu poté, co byla v únoru 2022 napadena Ruskem.

## Kariéra
Začínal jako redaktor Mikrofóra Českého rozhlasu, poté byl moderátorem Rádia Alfa. Od roku 1994 pracoval tři roky v televizi Premiéra, ve které zůstal i po jejím přejmenování na Primu v roce 1997. Poté pracoval 13 let v televizi Nova, z toho devět let jako ředitel zpravodajství a publicistiky. Od roku 2012 pracoval v Českém rozhlase, nejdříve jako vedoucí programu Radiožurnálu, později jako šéfredaktor zpravodajství. V roce 2016 spoluzakládal a vedl projekt Ježíškova vnoučata, přes který lidé mohou plnit přání seniorů.
V roce 2022 se podílí na organizaci projektu Dárek pro Putina, v jehož rámci lidé posílají peníze na nákup zbraní pro Ukrajinu poté, co byla v únoru 2022 napadena Ruskem.